# 남송 이종
송 이종(宋 理宗, 1205년 1월 26일(음력 1월 5일) ~ 1264년 11월 16일(음력 10월 26일))은 남송의 제5대 황제(재위: 1224년 ~ 1264년)이다. 휘는 윤(昀)이다. 절일은 천기절(天基節)이다.

## 생애
초휘는 여거(與莒)로, 당시 권력을 쥐고 있었던 재상 사미원(史彌遠)의 눈에 띄어 휘를 귀성(貴誠)으로 고치고 영종(寧宗)의 사촌동생 기왕(沂王) 조병(趙抦)의 양자가 되었다. 영종은 본래 기왕의 또다른 양자인 조횡(趙竑)을 후계자로 삼았으나 그는 일찌감치 사미원을 적대시하여 사미원의 원한을 샀다. 사미원은 1224년 영종의 병세가 위급해지자 황후 양씨와 결탁해 영종의 칙서를 위조하여 조귀성을 태자로 세웠다. 조귀성은 이름을 조윤(趙昀)으로 바꾸고 영종의 뒤를 이어 황제로 즉위했다.
그 시기 북쪽의 몽골고원에서는 몽골 제국이 급속도로 세력을 확대했다. 사미원이 사망한 1233년 몽골 제국이 금나라의 수도 개봉을 함락하자, 남쪽으로 도망친 금나라 최후의 황제 애종(哀宗)을 송나라군과 협력하여 사로잡아 1234년 금나라는 멸망했다.
그 후 몽골은 일시 북쪽으로 물러나고, 그 뒤를 송나라 군이 북상하여 낙양과 개봉을 손에 넣었다. 그러나 이것은 몽골과의 조약위반이 되었기에 격노한 몽골군과 전투 상태에 들어가게 되었다(단평의 입락).
1258년(개경 원년)에 몽골이 남송에 침공해 왔다. 그러나 전투는 일진일퇴를 거듭했다.
이윽고 1259년 몽케 칸의 친정 군이 들이닥쳤다.
그러나 몽케는 이 원정 도중에 병사한다. 이때 쿠빌라이가 공격한 악주(鄂州, 지금의 무창武昌)에 원군으로 온 가사도(賈似道)는 이들을 퇴각시켰다. 가사도는 쿠빌라이의 군대를 악주에서 격파한 공적으로 재상에 등용된다.
이 때 가사도가 대승한 말을 할 수 있던 것은, 몽골의 황제 몽케가 사망했기 때문에, 퇴각하지 않을 수 없었기 때문이다. 또는 가사도와 쿠빌라이와의 사이에 밀약이 있었다는 설도 있다.
가사도가 재상으로 취임한 다음, 1264년(경정 5년)에는 이종이 붕어하고 황제 도종(度宗)이 즉위했다.

## 재상
| 순서 | 이름            | 재임기간        | 칭호                                                         | 자(字)      | 봉호                | 시호        |
| ---- | --------------- | --------------- | ------------------------------------------------------------ | ----------- | ------------------- | ----------- |
| 1    | 사미원 (史彌遠) | 1224년 ~ 1233년 | 우승상(右丞相) ↓ 좌승상(左丞相)                              | 동숙 (同叔) | 위왕 (衛王)         | 충헌 (忠獻) |
| 2    | 정청지 (鄭淸之) | 1233년 ~ 1236년 | 우승상(右丞相) ↓ 좌승상(左丞相)                              | 덕원 (德源) | 위군왕 (魏郡王)     | 충정 (忠定) |
| 3    | 교행간 (喬行簡) | 1235년 ~ 1241년 | 우승상(右丞相) ↓ 좌승상(左丞相) ↓ 평장군국중사(平章軍國重事) | 수붕 (壽朋) | 노국공 (魯國公)     | 문혜 (文惠) |
| 4    | 최여지 (崔與之) | 1236년 ~ 1239년 | 우승상(右丞相)                                               | 정자 (正子) | 남해군공 (南海郡公) | 청헌 (淸獻) |
| 5    | 이종면 (李宗勉) | 1239년 ~ 1240년 | 좌승상(左丞相)                                               | 강부 (彊父) | -                   | 문청 (文淸) |
| 6    | 사숭지 (史嵩之) | 1239년 ~ 1244년 | 우승상(右丞相)                                               | 자유 (子由) | 노국공 (魯國公)     | -           |
| 7    | 범종 (范鍾)     | 1244년 ~ 1246년 | 좌승상(左丞相)                                               | 중화 (仲和) | 동양군공 (東陽郡公) | 문숙 (文肅) |
| 8    | 두범 (杜範)     | 1244년 ~ 1245년 | 우승상(右丞相)                                               | 성지 (成之) | -                   | 청헌 (淸獻) |
| 9    | 유사 (游似)     | 1245년 ~ 1247년 | 우승상(右丞相)                                               | 경인 (景仁) | 충국공 (充國公)     | 청헌 (淸獻) |
| 10   | 정청지 (鄭淸之) | 1247년 ~ 1251년 | 우승상(右丞相) ↓ 좌승상(左丞相)                              | 덕원 (德源) | 위군왕 (魏郡王)     | 충정 (忠定) |
| 11   | 조규 (趙葵)     | 1249년 ~ 1250년 | 우승상(右丞相)                                               | 남중 (南仲) | 기국공 (冀國公)     | 충정 (忠靖) |
| 12   | 사방숙 (謝方叔) | 1251년 ~ 1255년 | 좌승상(左丞相)                                               | 덕방 (德方) | 혜국공 (惠國公)     | -           |
| 13   | 오잠 (吳潛)     | 1251년 ~ 1252년 | 우승상(右丞相)                                               | 의부 (毅夫) | 허국공 (許國公)     | -           |
| 14   | 동괴 (董槐)     | 1255년 ~ 1256년 | 우승상(右丞相)                                               | 정식 (庭植) | 허국공 (許國公)     | 문청 (文淸) |
| 15   | 정원봉 (程元鳳) | 1256년 ~ 1258년 | 우승상(右丞相)                                               | 신보 (申甫) | 길국공 (吉國公)     | 문청 (文淸) |
| 16   | 정대전 (丁大全) | 1258년 ~ 1259년 | 우승상(右丞相)                                               | 자만 (子萬) | 서국공 (瑞國公)     | -           |
| 17   | 오잠 (吳潛)     | 1259년 ~ 1260년 | 좌승상(左丞相)                                               | 의부 (毅夫) | 허국공 (許國公)     | -           |
| 18   | 가사도 (賈似道) | 1259년 ~ 1264년 | 우승상(右丞相)                                               | 사헌 (師憲) | -                   | -           |

## 존호, 시호, 묘호
시호는 건도비덕대공복흥열문인무성명안효황제(建道備德大功復興烈文仁武聖明安孝皇帝)이며 줄여서 안황제(安皇帝) 혹은 안제(安帝)라고 불린다. 묘호는 이종(理宗)이며, 능은 영목릉(永穆陵)이다.

## 가족관계

### 조부모와 부모
- 10대 조부 : 태조(太祖) 대효황제(大孝皇帝) 조광윤(趙匡胤)
- 10대 조모 : 효혜황후(孝惠皇后) 하씨(夏氏)
- 9대 조부 : 연의왕(燕懿王) 조덕소(趙德昭)
- 9대 조모 : 정국부인(鄭國夫人) 진씨(陳氏)
- 고조부 : 주원숙왕(周元肅王) 조자석(趙子奭)
- 고조모 : 주진국부인(周晉國夫人) 왕씨(王氏)
- 증조부 : 초효절왕(楚孝節王) 조백오(趙伯旿)
- 증조모 : 초월국부인(楚越國夫人) 유씨(劉氏)
- 조부 : 오선헌왕(吳宣獻王) 조사의(趙師意)
- 조모 : 노국부인(魯國夫人) 석씨(石氏)
- 부친 : 영문공왕(榮文恭王) 조희로(趙希瓐)
- 모친 : 영왕자헌부인(榮王慈憲夫人) 전씨(全氏)

### 양부모
- 양부 : 영종(寧宗) 공효황제(恭孝皇帝) 조확(趙擴)
- 양모 : 공성인열황후(恭聖仁烈皇后) 양씨(楊氏)

### 황후
| 봉호       | 시호 | 이름(성씨)     | 별칭  | 재위년도        | 생몰년도        | 국구(장인/장모)           | 비고  |
| ---------- | ---- | -------------- | ----- | --------------- | --------------- | ------------------------- | ----- |
| 황후(皇后) |      | 사도청(謝道清) | [ 3 ] | 1227년 ~ 1264년 | 1210년 ~ 1283년 | 위왕(魏王) 사거백(謝渠伯) | [ 4 ] |

### 후궁
| 봉호       | 시호               | 이름(성씨) | 별칭                   | 재위년도 | 생몰년도   | 비고  |
| ---------- | ------------------ | ---------- | ---------------------- | -------- | ---------- | ----- |
| 귀비(貴妃) | 혜순귀비(惠順貴妃) | 가씨(賈氏) | 문안군부인(文安郡夫人) |          |            | [ 5 ] |
| 귀비(貴妃) | 혜소귀비(惠昭貴妃) | 염씨(閻氏) | 의춘군부인(宜春郡夫人) |          | ? ~ 1260년 |       |

### 황자
| -    | 봉호           | 시호       | 이름                      | 생몰년도        | 생모(생부)                                              | 별칭  | 비고                               |
| ---- | -------------- | ---------- | ------------------------- | --------------- | ------------------------------------------------------- | ----- | ---------------------------------- |
| 1    | 영왕(永王)     | 충안(冲安) | 조집(趙緝)                |                 |                                                         |       | 조졸함.                            |
| 2    | 소왕(昭王)     | 충순(冲純) | 조역(趙繹)                |                 |                                                         |       | 조졸함.                            |
| 3    | 기왕(祁王)     | 충소(冲昭) | 조유(趙維)                | 1238년          | 황후 사씨                                               |       | 조졸함.                            |
| 양자 | 황태자(皇太子) |            | 조맹계(趙孟啓) 조기(趙禥) | 1240년 ~ 1274년 | 영왕 조여예 (榮王 趙與芮) 제국부인 황씨 (齊國夫人 黄氏) | [ 6 ] | 남송 제6대 황제 도종. 이종의 조카. |

### 황녀
| - | 봉호                   | 시호       | 이름 | 생몰년도        | 생모      | 부마       | 별칭  | 비고    |
| - | ---------------------- | ---------- | ---- | --------------- | --------- | ---------- | ----- | ------- |
| 1 | 주한국공주(周漢國公主) | 단효(端孝) |      | 1241년 ~ 1262년 | 귀비 가씨 | 양진(楊鎭) | [ 7 ] |         |
| 2 | 진주공주(珍珠公主)     |            |      |                 |           |            |       | 요절함. |

## 기년
| 이종        | 원년            | 2년        | 3년             | 4년             | 5년             | 6년             | 7년             | 8년        | 9년             | 10년            |
| ----------- | --------------- | ---------- | --------------- | --------------- | --------------- | --------------- | --------------- | ---------- | --------------- | --------------- |
| 서력 (西曆) | 1225년          | 1226년     | 1227년          | 1228년          | 1229년          | 1230년          | 1231년          | 1232년     | 1233년          | 1234년          |
| 간지 (干支) | 을유(乙酉)      | 병술(丙戌) | 정해(丁亥)      | 무자(戊子)      | 기축(己丑)      | 경인(庚寅)      | 신묘(辛卯)      | 임진(壬辰) | 계사(癸巳)      | 갑오(甲午)      |
| 연호 (年號) | 보경(寶慶) 원년 | 2년        | 3년             | 소정(紹定) 원년 | 2년             | 3년             | 4년             | 5년        | 6년             | 단평(端平) 원년 |
| 이종        | 11년            | 12년       | 13년            | 14년            | 15년            | 16년            | 17년            | 18년       | 19년            | 20년            |
| 서력 (西曆) | 1235년          | 1236년     | 1237년          | 1238년          | 1239년          | 1240년          | 1241년          | 1242년     | 1243년          | 1244년          |
| 간지 (干支) | 을미(乙未)      | 병신(丙申) | 정유(丁酉)      | 무술(戊戌)      | 기해(己亥)      | 경자(庚子)      | 신축(辛丑)      | 임인(壬寅) | 계묘(癸卯)      | 갑진(甲辰)      |
| 연호 (年號) | 2년             | 3년        | 가희(嘉熙) 원년 | 2년             | 3년             | 4년             | 순우(淳祐) 원년 | 2년        | 3년             | 4년             |
| 이종        | 21년            | 22년       | 23년            | 24년            | 25년            | 26년            | 27년            | 28년       | 29년            | 30년            |
| 서력 (西曆) | 1245년          | 1246년     | 1247년          | 1248년          | 1249년          | 1250년          | 1251년          | 1252년     | 1253년          | 1254년          |
| 간지 (干支) | 을사(乙巳)      | 병오(丙午) | 정미(丁未)      | 무신(戊申)      | 기유(己酉)      | 경술(庚戌)      | 신해(辛亥)      | 임자(壬子) | 계축(癸丑)      | 갑인(甲寅)      |
| 연호 (年號) | 5년             | 6년        | 7년             | 8년             | 9년             | 10년            | 11년            | 12년       | 보우(寶祐) 원년 | 2년             |
| 이종        | 31년            | 32년       | 33년            | 34년            | 35년            | 36년            | 37년            | 38년       | 39년            | 40년            |
| 서력 (西曆) | 1255년          | 1256년     | 1257년          | 1258년          | 1259년          | 1260년          | 1261년          | 1262년     | 1263년          | 1264년          |
| 간지 (干支) | 을묘(乙卯)      | 병진(丙辰) | 정사(丁巳)      | 무오(戊午)      | 기미(己未)      | 경신(庚申)      | 신유(辛酉)      | 임술(壬戌) | 계해(癸亥)      | 갑자(甲子)      |
| 연호 (年號) | 3년             | 4년        | 5년             | 6년             | 개경(開慶) 원년 | 경정(景定) 원년 | 2년             | 3년        | 4년             | 5년             |

## 같이 보기
- 송나라의 황제
- 송나라의 경제